# Casa Garí
La Casa Garí è un edificio modernista progettato, insieme alla tenuta circostante, da Josep Puig i Cadafalch e costruita tra il 1898 e il 1900 ad Argentona, nel Maresme.
La proprietà è un magnifico complesso che comprende una grande casa, al cui interno si trovano un gran numero di camere lussuose e un piccolo teatro, degli splendidi giardini, una cappella neoromanica. La casa venne costruita al posto di un'antica masia di proprietà del finanziere Garí, da cui prende il nome.
Il complesso è stato restaurato di recente e può essere considerato uno dei più begli esempi di modernisti nel Maresme.
La casa è tuttora di proprietà privata e non è possibile visitarne l'interno.